# Svappavaara
Svappavaara est une localité de la commune de Kiruna dans le comté de Norrbotten en Suède.
Sa population était de 398 habitants en 2019.